# Vatovlje
Vatovlje este o localitate din comuna Divača, Slovenia, cu o populație de 19 locuitori.